# بلدرچین مانتیزوما
بلدرچین مانتیزوما (نام علمی: Cyrtonyx montezumae) نام یک گونه از سرده خم‌پنجه است.